# Росіта Кінтана
Тринідад Роса Кінтана Муньйос (ісп. Trinidad Rosa Quintana Muñoz, більш відома як Росіта Кінтана, ісп. Rosita Quintana; 16 липня 1925, Буенос-Айрес — 23 серпня 2021, Мехіко) — мексиканська співачка та акторка аргентинського походження.

## Життєпис
Народилася 16 липня 1925 року у Буенос-Айресі в родині Артуро Кінтани та Марії Антонії Муньйос де Кінтана. Любов до музики їй прищепила бабуся, музикантка Кармен Алонсо, яка навчила її співати танго та подарувала її першу гітару. Навчалася в школі у черниць, звідки була виключена за те, що співала танго для подруг на перерві. Почала виступати у юному віці. 1947 року, під час турне Латинською Америкою, отримала пропозицію працювати у Мексиці, де і залишилася, скоро отримавши мексиканське громадянство.
1948 року дебютувала в кіно. 1951 року виконала головну роль у фільмі «Сусана» Луїса Бунюеля. Наступного року виконала роль танцюристки Вікі у фільмі «Наш постійний голод» Рохеліо Гонсалеса-молодшого, яка 1954 року принесла їй нагороду на Московському міжнародному кінофестивалі. 1955 року отримала музичну премію Вурлітцера як найкраща виконавиця у жанрі ранчера. 1964 року отримала приз Perla del Cantàbrico на Міжнародному кінофестивалі у Сан-Себастьяні за роль в аргентинській кінодрамі «Пекельна музика» Рене Мухіки. Скоро після того Кінтана та її чоловік Серхіо Коган, агент студії Paramount Pictures, з яким співачка вступила у шлюб після переїзду до Мексики і від якого народила сина Серхіо та вдочерила дівчинку Палому, потрапили в автомобільну аварію, в результаті якої чоловік загинув, а сама вона пробула кілька діб у комі.
В середині 1980-х почала зніматися на телебаченні. 1995 року виконала свою найвідомішу телевізійну роль — Емму Кортес, матір головного героя, у теленовелі «Хазяйка» виробництва Televisa.
2016 року була удостоєна почесної кінопремії Золотий Арієль за кар'єрні досягнення.
Росіта Кінтана померла 23 серпня 2021 року в одній з лікарень Мехіко в 96-річному віці, через кілька днів після операції з видалення пухлини щитоподібної залози.

## Дискографія
Студійні альбоми
- Rosita Quintana (1954)
- Música de la película Cuando México canta (1956)
- Rosita y Rosita (1959)
- Canciones festivas con Rosita Quintana (1961)
- Siempre se vuelve al primer amor...	(1965)

## Вибрана фільмографія
| Рік       |   | Українська назва                 | Оригінальна назва             | Роль                         |
| --------- | - | -------------------------------- | ----------------------------- | ---------------------------- |
| 1948      | ф | Святий по сусідству              | La santa del barrio           | Росіта                       |
| 1949      | ф | Грішний ангел                    | El ángel caído                | Алісія                       |
| 1949      | ф | Пісня діві                       | Una canción a la virgen       | Еухенія Монтехо              |
| 1950      | ф | Ти, тільки ти                    | Tu, solo tú                   | Марта / Палома               |
| 1950      | ф | Мій коханий капітан              | Mi querido capitán            | Росіта                       |
| 1950      | ф | Я хочу бути дурним               | Yo quero ser tonta            | Лупіта Гарсія                |
| 1951      | ф | Сусана                           | Susana                        | Сусана                       |
| 1952      | ф | Та, якої немає                   | La ausente                    | Моніка Сандоваль             |
| 1952      | ф | Наш постійний голод              | El hambre nuestra de cada día | Вікі                         |
| 1954      | ф | Сумнів                           | La duda                       | Росана                       |
| 1956      | ф | Мексиканська серенада            | Serenata en México            | —                            |
| 1956      | ф | Будь щасливий!                   | Que seas feliz!               | Глорія Кампос                |
| 1957      | ф | Під небом Мексики                | Cielito lindo                 | Сієліта                      |
| 1957      | ф | Здрастуй, перше кохання!         | Buongiorno, primo amor!       | Валентина                    |
| 1960      | ф | 44-й калібр                      | Calibre 44                    | сеньйорита Ребека            |
| 1961      | ф | Любляче серце                    | Amorcito corazón              | Росіта                       |
| 1961      | ф | Школа хоробрості                 | Esquela de valientes          | Габріела Бермудес            |
| 1964      | ф | Пекельна музика                  | El octavo inferno             | Пілар                        |
| 1983      | ф | Кокетка                          | Coqueta                       | Пілар                        |
| 1986—1987 | с | Зловмисниця                      | La intrusa                    | Рената Россі                 |
| 1991      | с | Спіймана                         | Atrapada                      | Джейн Соліс                  |
| 1995      | с | Хазяйка                          | La dueña                      | Емма Кортес                  |
| 1996      | с | Жінка, випадки з реального життя | Mujer, casos de la vida real  | Хосефа (1 епізод)            |
| 1997      | с | Таємниця Алехандри               | El secreto de Alejandra       | Софія Монастеріос            |
| 2000—2001 | с | Обійми мене міцніше              | Abrázame muy fuerte           | Едувіхес де ла Крус Феррейра |
| 2002      | с | Такі вони, жінки                 | Así son ellas                 | Карміна дель Мар де Марека   |
| 2005      | ф | Клуб Евтаназія                   | Club Eutanasia                | Тереса Дорантес              |
| 2005—2006 | с | Перегріна                        | Peregrina                     | Елоїна                       |